# Proamphibos
Proamphibos è un genere di mammiferi artiodattili estinti, appartenente ai bovidi. Visse tra il Pliocene superiore e il Pleistocene inferiore (circa 2,6 - 0,7 milioni di anni fa) e i suoi resti fossili sono stati ritrovati in Asia.

## Descrizione
Questo animale doveva essere piuttosto simile all'attuale bufalo indiano (Bubalus bubalis), anche se meno massiccio. Era caratterizzato da molari superiori dalla corona molto alta (ipsodonti), più lunghi che larghi, e dotati di smalto moderatamente spesso e rugoso con tracce di cemento. L'osso basisfenoide era grande e il processo mastoide più grande rispetto a quello di altre forme affini come Hemibos. 
La specie più primitiva (P. lachrymans) possedeva un cranio più alto rispetto alla specie più evoluta (P. kashmiricus). Quest'ultima, invece, era dotata di corna più snelle e divergenti, con una carena più pronunciata e più estesa verso l'interno. Le femmine erano prive di corna. 

## Classificazione
Descritto per la prima volta da Pilgrim nel 1939, Proamphibos è considerato un rappresentante basale della tribù Bovini, il gruppo della sottofamiglia Bovinae a cui appartengono i ben noti generi attuali Bos, Bubalus, Bison e Syncerus. In particolare, sembra che Proamphibos fosse ancestrale al gruppo dei bufali asiatici, tra cui i generi Anoa, Bubalus e l'estinto Hemibos. 
Proamphibos è noto principalmente per resti fossili pliocenici/pleistocenici dell'India e del Pakistan, ed è noto per due specie: P. lachrymans e la più derivata P. kashmiricus.